# Слободан Ковач
Слободан Ковач (Велико Градиште, 13. септембар 1967) је бивши српски одбојкаш, а садашњи одбојкашки тренер. Био је селектор репрезентације Србије.

## Каријера

### Играчка
Каријеру је почео у екипи ВГСК из Великог Градишта, а потом је у Југославији играо још за Колубару из Лазаревца, Студент Ваздухопловство из Мостара и новосадску Војводину. Након тога следи инострана каријера коју је највећим делом провео у Италији где је играо за Ђоју дел Коле, Лубе Мачерату, Таранто, Ањоне и Молфету. Такође је играо у Грчкој за Арис из Солуна, затим у Ирану за Урмију, у Кувајту за Казму а пред крај каријере је одиграо и једну сезону за Раднички из Крагујевца.
Ковач је са репрезентацијом Југославије освојио чак седам медаља: златну на Олимпијским играма 2000. у Сиднеју, бронзану на Олимпијским играма 1996. у Атланти, бронзану на Светском купу изазивача у Токију 1996, сребрну на Европском првенству 1997. у Ајндховену, бронзану на Европском првенству 1995. у Атини и сребрну на Медитеранским играма 1991. у Атини. Ковач је на четири континентална шампионата одиграо 28 утакмица, док је 16 наступа забележио на Олимпијским играма у Атланти и Сиднеју.

### Тренерска
Током 2008. године је постављен за спортског директора Радничког из Крагујевца. Након само неколико месеци проведених на тој функцији, због слабих резултата екипе долази до смене првог тренера, Слободана Галешева па Ковач преузима екипу. Ковач је са Радничким узео две титуле првака Србије. Исти успех (плус Куп трофеј) је поновио са Халкбанком у Турској. Са Перуђом је био вицешампион и финалиста италијанског Купа, а са руским Белогорјем је освојио Куп изазивача у сезони 2018/19.
Ковач је у марту 2014. преузео репрезентацију Ирана. Под његовим вођством Иран је дошао до 6. места на Светском првенству, што је њихов најбољи пласман у историји. Такође, стигли су до четвртог места у Светској лиги, те до златне медаље на Азијским играма, а све је то било 2014. године.
У марту 2017. године је преузео репрезентацију Словеније. Њих је водио током 2017. до 2018. године, такође са великим успехом. Под његовом командном палицом Словенија је дошла до четвртфинала Европског шампионата 2017. у Пољској и обезбедила пласман на Светско првенство 2018. године, што је било први пут у њиховој историји, а уз то окитили су се и титулом првака друге дивизије у Светској лиги.
У августу 2019. је постављен на место селектора одбојкашке репрезентације Србије. Већ на првом такмичењу као селектор Србије освојио је златну медаљу на Европском првенству 2019. победом у финалу против Словеније са 3:1.

## Играчки успеси

### Репрезентативни
- Олимпијске игре:  2000,  1996.
- Европско првенство:  1997,  1995

## Тренерски успеси

### Репрезентативни
Иран
- Азијске игре:  2014.

Србија
- Европско првенство:  2019.